# Yuan Xie
Yuan Xie (元勰) (umro 508.), rođen kao Tuoba Xie (拓拔勰, promijenjeno 496.), kurtoazno ime Yanhe (彥和), formalno Princ Wuxuan od Pengchenga (彭城武宣王), kasnije postumno štovan kao Car Wenmu (文穆皇帝) s hramskim imenom Suzu (肅祖), bio je princ kineske/Xianbei dinastije Sjeverni Wei.  Bio je sin cara Xianwena, a svom bratu, caru Xiaowenu je pomagao u vojnim i državnim poslovima.  Nakon Xiaowenove smrti je nakratko služio kao regent njegovom sinu - caru Xuanwuu. S vremenom je došao u sukob sa Xuanwuovim utjecajnim ujakom Gao Zhaom, koji je orkestrirao lažne izvještaje o tome da se namjerava pobuniti i svrgnuti Xuanwua. Zbog toga mu je car naložio da izvrši samoubojstvo. Kada je njegov sin došao na prijestolje kao car Xiaozhuang, postumno je proglašen care, iako je sljedeći car Jiemin ukinuo te počasti.